# Nastinae
Nastinae es una subtribu de bambúes de la tribu Bambuseae perteneciente a la familia Poaceae. Comprende 6 géneros.

## Géneros
- Decaryochloa
- Greslania
- Hickelia
- Hitchcockella
- Nastus
- Perrierbambus

- Datos: Q596559